# Преселенци
Преселенци (болг. Преселенци) — село в Болгарии. Находится в Добричской области, входит в общину Генерал-Тошево. Население составляет 313 человек.

## Политическая ситуация
В местном кметстве Преселенци, в состав которого входит Преселенци, должность кмета (старосты) исполняет Сашка  Христова Лазарова (коалиция в составе 3 партий: Политическое движение социал-демократов (ПДСД), Болгарская социалистическая партия (БСП), ПДСД,БСП) по результатам выборов правления кметства.
Кмет (мэр) общины Генерал-Тошево — Димитр Михайлов Петров (коалиция в составе 2 партий: Политическое движение социал-демократов (ПДСД), Болгарская социалистическая партия (БСП)) по результатам выборов в правление общины.